# Mukamuka Paradise
Muka Muka Paradise (яп. ムカムカパラダイス Рай для динозаврика Мука-Мука) — японская манга, автором которой является Фумико Сиба, а иллюстратором — Юмико Игараси. Комикс публиковался издательством Shogakukan в журнале для девочек Ciao с марта 1993 года по сентябрь 1994 года. Всего было выпущено 3 тома. Также по мотивам манги студией Nippon Animation был выпущен аниме-сериал и транслировался по телеканалу TV Asahi с 4 сентября 1993 года по 27 августа 1994 года. Всего выпущена 51 серия аниме. Сериал также транслировался на территории Испании с каталонским дубляжом и в арабских странах.

## Сюжет
Уиба Сикатани, дочь владельца зоо-магазина с нетерпением ждала, когда из яиц, выложенных ящерицей появятся детёныши. Однако этого не произошло и девочка впала в отчаяние. Чтобы успокоить Уибу, отец дарит ей огромное яйцо, из которого к удивлению всем вылупляется маленький динозавр. Уиба называет его «Мука-Мука» (так как эта единственная фраза, которую постоянно повторяет динозаврик). Мука быстро становится местной знаменитостью и привлекает внимание безумного учёного, живущего неподалеку. Среди изобретений профессора есть и машина времени, которая позже переносит Уибу, Муку-Муку и их друзей в доисторическую эпоху, где они встречают других динозавров и волшебных существ.

## Роли озвучивали
- Тика Сакамото — Мука Мука
- Кумико Ватанабэ — Уиба Сикатани
- Ай Сато — Досу Досу
- Дайсукэ Гори — Годзи Гори
- Эрико Хара — Ранка Отэнба
- Хира Ююки — Кавата
- Кадзуки Яо — Кэндзи
- Кёньити Огата — Профессор
- Кэнью Хориути — Рокун
- Мая Окамото — Уру Уру
- Мэгуми Урава — Ника Ника
- Нобуо Тобита — Ёсикава
- Рика Мацумото — 'Хадзуки Сиберия
- Тамокадзу Сэки — Андрэ
- Томоко Нака — Соко Сикатани
- Томомити Нисимура — Татиаки Сиберия

## Список томов
1. ISBN 4-09-134841-6 выпущено в сентябре 1993 года
2. ISBN 4-09-134842-4 выпущено в марте 1994 года
3. ISBN 4-09-134843-2 выпущено в октябре 1994 года